# Birthama basibrunnea
Birthama basibrunnea är en fjärilsart som beskrevs av Swinhoe 1904. Birthama basibrunnea ingår i släktet Birthama och familjen snigelspinnare. Inga underarter finns listade i Catalogue of Life.